# 川名慎一
川名 慎一（かわな しんいち、1970年4月10日 - ）は、鹿児島県鹿児島市出身の元プロ野球選手（外野手）、プロ野球コーチ。

## 来歴

### 現役時代
小学4年生から野球を始め、中学時代には全日本メンバーとしてアメリカ遠征を経験した。
鹿児島商工高校（現：樟南高校）2年生時の1987年に夏の甲子園に外野手として出場。2回戦で石井忠徳（後の石井琢朗）がエースだった足利工業高校に勝利したが、3回戦で木村龍治と後藤孝次を擁する中京高校に敗れた。同学年には濱涯泰司、1学年下には大西崇之と吉鶴憲治がいる。
1988年のドラフト3位で日本ハムファイターズに入団。
現役時代は球界屈指の俊足選手として知られ、代走としての起用が多かった。本来は右打ちであるが、俊足を生かすために一時期スイッチヒッターに挑戦していた。1997年10月に戦力外通告を受け、阪神タイガースにテスト入団にて移籍。
1998年、一軍出場が僅か1試合に終わり再び戦力外通告を受け現役引退。

### 指導者・スタッフ時代
引退後はプロゴルファーの研修生になっていたが、2004年から2012年まで日本ハムの二軍外野守備・走塁コーチを務めた。コーチ退任後の2013年からは日本ハムのアマ兼プロスカウトを務めた。
2015年から再び二軍外野守備・走塁コーチを務める。2016年からは一軍外野守備・走塁コーチに配置転換された。攻撃時は一塁ベースコーチを務めていたが、2019年シーズンからは三塁ベースコーチを務める。
2020年シーズンから2年間プロスカウトを務めたあと、2022年は育成コーチとして3年ぶりに現場復帰したが、1年限りで退任。2023年からはチームスタッフ札幌屋内練習場担当に転換された。2024年限りで退団。　
2025年から東北楽天ゴールデンイーグルスの一軍外野守備走塁コーチを務める。背番号は99。

## 人物
足が速く、中学時代に陸上選手として200m走の県記録を作ったことがある。スーパーカートリオで知られ球界一の俊足とも言われた屋鋪要が、「自分より足が速いと思ったのは川名だけ」と述べている。
趣味は塗り絵。また、CHAGE and ASKAのものまねをさせたら右に出る者はいないと言われている。

## 詳細情報

### 年度別打撃成績
| 年 度     | 球 団     | 試 合 | 打 席 | 打 数 | 得 点 | 安 打 | 二 塁 打 | 三 塁 打 | 本 塁 打 | 塁 打 | 打 点 | 盗 塁 | 盗 塁 死 | 犠 打 | 犠 飛 | 四 球 | 敬 遠 | 死 球 | 三 振 | 併 殺 打 | 打 率 | 出 塁 率 | 長 打 率 | O P S |
| --------- | --------- | ----- | ----- | ----- | ----- | ----- | -------- | -------- | -------- | ----- | ----- | ----- | -------- | ----- | ----- | ----- | ----- | ----- | ----- | -------- | ----- | -------- | -------- | ----- |
| 1990      | 日本ハム  | 5     | 1     | 1     | 1     | 0     | 0        | 0        | 0        | 0     | 0     | 1     | 0        | 0     | 0     | 0     | 0     | 0     | 0     | 0        | .000  | .000     | .000     | .000  |
| 1991      | 日本ハム  | 101   | 47    | 44    | 22    | 8     | 1        | 0        | 0        | 9     | 2     | 16    | 3        | 1     | 0     | 2     | 0     | 0     | 11    | 1        | .182  | .217     | .205     | .422  |
| 1992      | 日本ハム  | 22    | 8     | 8     | 9     | 2     | 0        | 0        | 0        | 2     | 0     | 1     | 0        | 0     | 0     | 0     | 0     | 0     | 4     | 0        | .250  | .250     | .250     | .500  |
| 1993      | 日本ハム  | 79    | 139   | 123   | 26    | 34    | 3        | 2        | 0        | 41    | 11    | 16    | 6        | 5     | 2     | 9     | 0     | 0     | 17    | 2        | .276  | .321     | .333     | .654  |
| 1994      | 日本ハム  | 25    | 40    | 35    | 5     | 9     | 0        | 1        | 0        | 11    | 1     | 6     | 3        | 2     | 0     | 3     | 0     | 0     | 5     | 0        | .257  | .316     | .314     | .630  |
| 1995      | 日本ハム  | 62    | 80    | 72    | 13    | 17    | 3        | 0        | 0        | 20    | 6     | 8     | 4        | 4     | 1     | 2     | 0     | 1     | 17    | 2        | .236  | .263     | .278     | .541  |
| 1996      | 日本ハム  | 39    | 29    | 27    | 12    | 3     | 1        | 0        | 1        | 7     | 1     | 6     | 1        | 0     | 0     | 2     | 0     | 0     | 8     | 2        | .111  | .172     | .259     | .432  |
| 1998      | 阪神      | 1     | 1     | 1     | 0     | 0     | 0        | 0        | 0        | 0     | 0     | 0     | 0        | 0     | 0     | 0     | 0     | 0     | 0     | 0        | .000  | .000     | .000     | .000  |
| 通算：8年 | 通算：8年 | 334   | 345   | 311   | 88    | 73    | 8        | 3        | 1        | 90    | 21    | 54    | 17       | 12    | 3     | 18    | 0     | 1     | 62    | 7        | .235  | .276     | .289     | .566  |

### 記録
初記録
- 初出場：1990年9月27日、対ロッテオリオンズ24回戦（川崎球場）、9回表にマット・ウインタースの代走して出場
- 初盗塁：1990年9月30日、対福岡ダイエーホークス23回戦（東京ドーム）、6回裏に二盗（投手：井上祐二、捕手：大塚義樹）
- 初安打：1991年6月30日、対福岡ダイエーホークス14回戦（東京ドーム）、8回裏に斉藤学から単打
- 初打点：1991年7月14日、対オリックス・ブルーウェーブ15回戦（帯広の森野球場）、8回裏に高木晃次から適時打
- 初先発出場：1991年8月7日、対福岡ダイエーホークス19回戦（平和台球場）、2番・中堅手として先発出場
- 初本塁打：1996年4月29日、対千葉ロッテマリーンズ6回戦（千葉マリンスタジアム）、9回表に榎康弘からソロ

### 背番号
- 27（1989年 - 1997年）
- 68（1998年）
- 75（2004年 - 2012年、2015年 - 2019年）
- 85（2022年）
- 99（2025年[5] - ）